# Вепринцев, Игорь Петрович
Игорь Петрович Вепринцев (16 июля 1930 — 11 июля 2021) — российский звукорежиссёр, деятель советской и российской звукозаписи в области академической музыки.  Заслуженный деятель искусств РСФСР (1985).

## Биография
Родился 16 июля 1930 года.
Окончил Московскую консерваторию как альтист, играл в Симфоническом оркестре кинематографии. В 1961 г. по предложению руководства оркестра, заинтересованного в появлении звукорежиссёра с навыками профессиональной музыкальной грамотности, начал осваивать новую для себя профессию — и уже через месяц осуществил свою первую запись (концерт для скрипки с оркестром Белы Бартока в исполнении Давида Ойстраха, дирижёр Геннадий Рождественский). Работал в фирме звукозаписи «Мелодия» с момента её создания, в дальнейшем занимал должность главного звукорежиссёра. После распада СССР и минимизации выпуска новых оригинальных записей «Мелодией» осуществил ряд записей для лейбла «Chandos», прежде всего с участием Государственной академической симфонической капеллы России.
Один из основоположников высшего звукорежиссёрского образования в России, преподаватель Всероссийского института кинематографии, Российской академии музыки имени Гнесиных, Гуманитарного института телевидения и радиовещания им. М. А. Литовчина (ГИТР) с момента создания в них кафедр звукозаписи (1987, 1988 и 1994 соответственно), профессор.
Ушёл из жизни 11 июля 2021 на 91-м году жизни, после тяжёлой и продолжительной болезни.